# Луна 1963Б
Луна 1963Б (също Луна Е-6 № 3) е вторият съветски опит за изстрелване на сонда към Луната, която да се превърне в първия меко кацнал на планетата апарат. Поради проблем с ориентацията на ракетата-носител сондата не излиза в орбита.

## Полет
Стартът е даден на 3 февруари 1963 г. от космодрума Байконур в Казахска ССР с ракета-носител „Молния“. 295 секунди по-късно настъпва авария в жироскоп на системата за контрол на височината, след което се губи и контрол върху полета. Така сондата не успява да излезе в орбита около Земята и ракетата заедно с апарата пада в Тихия океан в района на островите Мидуей.